# Lernavan
Lernavan (en arménien Լեռնավան ) est une communauté rurale du marz de Lorri en Arménie. En 2008, elle compte 1 516 habitants.